# میدان شکافنده
در جبر مجرد، میدان شکافنده (به انگلیسی: splitting field) برای یک چندجمله‌ای با ضرایب موجود در میدان، کوچکترین توسیع میدانی برای آن میدان است که در آن چندجمله‌ای به عوامل خطی جدا یا تجزیه می‌شود.
میدان شکافنده برای یک چندجمله‌ای (به انگلیسی: Polynomial)در میدان F میدان توسیع یافته (به انگلیسی: Field Extension) از F است که شامل ریشه‌های(به انگلیسی: Root) چندجمله‌ای نیز هست، درحقیقت کوچک‌ترین میدانی است که شامل میدان F و تمام ریشه‌های چندجمله‌ای مورد نظر می‌باشد. به عبارت دیگر چندجمله‌ای موردنظر در این میدان به عبارت‌های درجه یک تجزیه می‌شود.

## تعریف
یک میدان شکافنده برای یک چندجمله‌ای p(X) روی یک میدان K برابر توسیع میدان L برای K است که در آن p به عوامل خطی عامل‌بندی می‌شود
{\displaystyle p(X)=c\prod _{i=1}^{\deg(p)}(X-a_{i})}
که در آن {\displaystyle c\in K} است و برای هر {\displaystyle i} داریم {\displaystyle (X-a_{i})\in L[X]} که aiها الزاماً متمایز نیستند به این حالت که ریشه‌های ai، میدان L را روی K تولید می‌کند. توسیع L یک گسترش با درجه کمینه روی K است که در آن p قابل تجزیه است. می‌توان نشان داد که میدان‌های شکافنده وجود دارد و نیز این میدان به دلیل یکریختی یکتا است. میزان آزادی در آن یکریختی را گروه گالوا برای p می‌نامیم (اگر فرض کنیم که قابل‌تجزیه است).

## ویژگی‌ها
یک گسترش L که یک میدان شکافنده برای یک مجموعه از چندجمله‌ای‌های p(X) روی K است یک توسیع نرمال برای K نامیده می‌شود.
اگر به ما یک میدان بسته جبری A داده شود که شامل K باشد، یک میدان شکافنده یکتا L از p بین K و A موجود است، که توسط ریشه‌های p تولید شده‌است. اگر K یک زیرمیدان از اعداد مختلط باشد، وجود این میدان شکافنده بدهی است. از جهت دیگر، وجود بستارهای جبری توسط «انتقال به حد»، از میدان شکافنده اثبات می‌شود، که نیاز به یک اثبات مستقل دارد تا از استدلال دوری جلوگیری شود.
اگر به ما یک توسیع قابل‌تفکیک K′ از K داده شود، بستار گالوا L از K′ نوعی میدان شکافنده است، و بنابراین یک توسیع گالوا از K است که شامل K′ بوده که به صورت بدیهی کمینه است. چنین بستار گلویسی باید شامل یک میدان شکافنده برای همه چندجمله‌ای‌های p روی K باشد که چندجمله‌ای‌های کمینه روی K از عناصر a از K′ است.

## ساخت میدان‌های شکافنده

### انگیزه
از زمان یونان باستان، یافتن ریشه‌های چندجمله‌ای‌ها یک مسئله مهم بوده‌است. با این حال، بعضی از چندجمله‌ای‌ها (مثل x2 + 1 روی R، یعنی اعداد حقیقی)، هیچ ریشه‌ای ندارد. با ساخت میدان شکافنده برای چنین چندجمله‌ای می‌توان ریشه‌های چندجمله‌ای را در میدان جدید یافت.

### ساخت
فرض کنید F یک میدان باشد، و p(X) یک چندجمله‌ای در حلقه چندجمله‌ای F[X] از درجه n باشد. فرایند کلی برای ساخت K، یعنی میدان شکافنده p(X) روی F، آن است که یک زنجیره از میدان‌ها را به صورت {\displaystyle F=K_{0}\subset K_{1}\subset \cdots \subset K_{r-1}\subset K_{r}=K} بسازیم، به این صورت که Ki یک گسترش برای Ki−1 باشد که شامل یک ریشه جدید از p(X) است. به دلیل آنکه p(X) حداکثر n ریشه دارد، این ساخت حداکثر نیاز به n گسترش دارد. گام‌های ساخت Ki به این صورت است:
- p(X) را روی 'Ki به عوامل غیرقابل‌تجزیه {\displaystyle f_{1}(X)f_{2}(X)\cdots f_{k}(X)} عامل‌بندی کنید.
- یک عامل غیرقابل‌تجزیه غیرخطی f(X) = fi(X) را انتخاب کنید.
- توسیع میدانی Ki+1 از Ki را به صورت حلقه خارج‌قسمتی Ki+1 = Ki[X] / (f(X)) بسازید که در آن (f(X)) به ایده‌آلی در Ki[X] اشاره دارد که توسط f(X) تولید شده‌است.
- این فرایند را برای Ki+1 تکرار کنید تا زمانیکه p(X) کاملاً عامل‌بندی شود.

عامل غیرقابل‌تجزیه fi(X) که در ساخت خارج‌قسمت استفاده شده‌است، می‌تواند به صورت اختیاری انتخاب شود. اگرچه انتخاب‌های متفاوت از عوامل ممکن است منجر به ترتیب‌های زیرمیدان متفاوتی شود، اما میدان‌های شکافنده نتیجه شده یکریخت هستند.
به این دلیل که f(X) غیرقابل‌تجزیه است، (f(X)) یک ایده‌آل بیشینه برای Ki[X] است و Ki[X]/(f(X)) در واقع یک میدان است. بعلاوه، اگر فرض کنیم که {\displaystyle \pi :K_{i}[X]\to K_{i}[X]/(f(X))} یک تصویر طبیعی از حلقه به خارج‌قسمت آن باشد، آنوقت
{\displaystyle f(\pi (X))=\pi (f(X))=f(X)\ {\bmod {\ }}f(X)=0}
از این‌رو π(X) یک ریشه برای f(X) و p(X) است.
درجه یک گسترش منفرد {\displaystyle [K_{i+1}:K_{i}]} برابر درجه عامل غیرقابل‌تجزیه f(X) است. درجه گسترش [K : F] توسط رابطه {\displaystyle [K_{r}:K_{r-1}]\cdots [K_{2}:K_{1}][K_{1}:F]} داده می‌شود و حداکثر برابر n! است.

### میدان Ki[X]/(f(X))
همان‌طور که در بالا ذکر شد، حلقه خارج‌قسمت Ki+1 = Ki[X]/(f(X)) موقعی یک میدان است که f(X) غیرقابل‌تجزیه باشد. عناصر آن به این حالت است
{\displaystyle c_{n-1}\alpha ^{n-1}+c_{n-2}\alpha ^{n-2}+\cdots +c_{1}\alpha +c_{0}}
که در آن cj در Ki هستند و α = π(X) است. (اگر Ki+1 را به صورت یک فضای برداری روی Ki درنظر بگیریم، آنوقت توان‌های αj برای 0 ≤ j ≤ n−۱ یک پایه می‌سازد.)
عناصر Ki+1 را می‌توان چندجمله‌ای‌هایی در α از درجه کمتر از n درنظر گرفت. جمع در Ki+1 توسط قواعدی برای جمع چندجمله‌ای و ضرب توسط ضرب چندجمله‌ای در پیمانه f(X) به دست می‌آید؛ یعنی، برای g(α) و h(α) در Ki+1 حاصلصرب برابر g(α)h(α) = r(α) است که در آن r(X) برابر باقیمانده g(X)h(X) تقسیم بر f(X) در Ki[X] است.
باقیمانده r(X) توسط تقسیم طولانی چندجمله‌ای‌ها قابل محاسبه است، با این حال، یک قاعده کاهشی مستقیم وجود دارد که می‌توان از آن برای محاسبه r(α) = g(α)h(α) به صورت مستقیم استفاده کرد. اول فرض کنید
{\displaystyle f(X)=X^{n}+b_{n-1}X^{n-1}+\cdots +b_{1}X+b_{0}.}
این چندجمله‌ای روی یک میدان است از این رو می‌توان بدون فقدان عمومیت، f(X) را تکین درنظر گرفت. اکنون α یک ریشه برای f(X) است، بنابراین
{\displaystyle \alpha ^{n}=-(b_{n-1}\alpha ^{n-1}+\cdots +b_{1}\alpha +b_{0}).}
اگر حاصلضرب g(α)h(α) یک جمله αm با m ≥ n داشته باشد، آن را به صورت زیر می‌توان کاهش داد:
{\displaystyle \alpha ^{n}\alpha ^{m-n}=-\left(b_{n-1}\alpha ^{n-1}+\cdots +b_{1}\alpha +b_{0}\right)\alpha ^{m-n}=-\left(b_{n-1}\alpha ^{m-1}+\cdots +b_{1}\alpha ^{m-n+1}+b_{0}\alpha ^{m-n}\right)}.
به عنوان یک مثال از قاعده کاهشی، فرض کنید Ki = Q[X] برابر حلقه چندجمله‌ای‌ها با ضرایب گویا باشد، و فرض کنید f(X) = X7 − ۲ باشد. فرض کنید {\displaystyle g(\alpha )=\alpha ^{5}+\alpha ^{2}} و h(α) = α3 +1 دو عنصر Q[X]/(X7 − ۲) باشد. قاعده کاهشی که توسط f(X) داده می‌شود برابر است با α7 = ۲ بنابراین
{\displaystyle g(\alpha )h(\alpha )=\left(\alpha ^{5}+\alpha ^{2}\right)\left(\alpha ^{3}+1\right)=\alpha ^{8}+2\alpha ^{5}+\alpha ^{2}=\left(\alpha ^{7}\right)\alpha +2\alpha ^{5}+\alpha ^{2}=2\alpha ^{5}+\alpha ^{2}+2\alpha .}

## مثال‌ها

### اعداد مختلط
حلقه چندجمله‌ای R[x] و چندجمله‌ای غیرقابل‌کاهش x2 + 1 را درنظر بگیرید. حلقه خارج‌قسمتی R[x] / (x2 + 1) توسط هم‌نهشتی x2 ≡ −۱ داده می‌شود. درنتیجه، عناصر کلاس‌های هم‌ارزی R[x] / (x2 + 1) دارای حالت a + bx هستند، که در آن a و b به R تعلق دارند. برای فهم مطلب، توجه کنید که به این دلیل که x2 ≡ −۱ در نتیجه x3 ≡ −x, x4 ≡ ۱، x5 ≡ x، و غیره. و از این رو، برای مثال p + qx + rx2 + sx3 ≡ p + qx + r⋅(−1) + s⋅(−x) = (p − r) + (q − s)⋅x است.
عملیات‌های جمع و ضرب به این شیوه به دست می‌آید که اول از جمع و ضرب معمولی استفاده می‌کنیم، و سپس توسط هم‌نهشتی به پیمانه x2 + 1 آن را کاهش می‌دهیم، یعنی به کمک این واقعیت که x2 ≡ −۱، x3 ≡ −x, x4 ≡ ۱، x5 ≡ x و غیره؛ بنابراین:
{\displaystyle (a_{1}+b_{1}x)+(a_{2}+b_{2}x)=(a_{1}+a_{2})+(b_{1}+b_{2})x,}
{\displaystyle (a_{1}+b_{1}x)(a_{2}+b_{2}x)=a_{1}a_{2}+(a_{1}b_{2}+b_{1}a_{2})x+(b_{1}b_{2})x^{2}\equiv (a_{1}a_{2}-b_{1}b_{2})+(a_{1}b_{2}+b_{1}a_{2})x\,.}
اگر ما a + bx را با (a,b) تعیین نماییم، آنوقت می‌توان فهمید که جمع و ضرب توسط این روابط به دست می‌آید
{\displaystyle (a_{1},b_{1})+(a_{2},b_{2})=(a_{1}+a_{2},b_{1}+b_{2}),}
{\displaystyle (a_{1},b_{1})\cdot (a_{2},b_{2})=(a_{1}a_{2}-b_{1}b_{2},a_{1}b_{2}+b_{1}a_{2}).}
می‌توان ادعا کرد که، به عنوان یک میدان، خارج‌قسمت R[x] / (x2 + 1) با اعداد مختلط C یکریخت است. یک عدد مختلط معمول، حالت a + bi را دارد که در آن a و b اعداد حقیقی هستند و i2 = −۱ است. جمع و ضرب توسط زیر به دست می‌آید
{\displaystyle (a_{1}+b_{1}i)+(a_{2}+b_{2}i)=(a_{1}+a_{2})+i(b_{1}+b_{2}),}
{\displaystyle (a_{1}+b_{1}i)\cdot (a_{2}+b_{2}i)=(a_{1}a_{2}-b_{1}b_{2})+i(a_{1}b_{2}+a_{2}b_{1}).}
اگر a + bi را با (a,b) تعیین کنیم، آنوقت می‌توان فهمید که جمع و ضرب به صورت زیر به دست می‌آید
{\displaystyle (a_{1},b_{1})+(a_{2},b_{2})=(a_{1}+a_{2},b_{1}+b_{2}),}
{\displaystyle (a_{1},b_{1})\cdot (a_{2},b_{2})=(a_{1}a_{2}-b_{1}b_{2},a_{1}b_{2}+b_{1}a_{2}).}
محاسبات قبل نشان می‌دهد که جمع و ضرب در R[x] / (x2 + 1) و C به یک روش رفتار می‌کنند. در واقع، می‌توان دید که تناظر بین R[x]/(x2 + 1) و C که توسط a + bx → a + bi داده می‌شود، یک همریختی در رابطه با جمع و ضرب است. بدیهی است که تناظر a + bx → a + bi هم یک‌به‌یک و هم پوشا است؛ یعنی a + bx → a + bi یک همریختی دو سویه است، که یعنی یک یکریختی است. این منجر به این می‌شود که، همان‌طور که ادعا کردیم: R[x] / (x2 + 1) ≅ C
در ۱۸۴۷ کوشی از این دیدگاه برای تعریف اعداد مختلط استفاده کرد.

### مثال مکعبی
فرض کنید K میدان اعداد گویا Q و p(x) = x3 − 2 باشد. هر ریشه p برابر 3√2 ضربدر یک ریشه مکعبی واحد است؛ بنابراین، اگر ریشه مکعبی واحد را توسط این نشان دهیم
{\displaystyle \omega _{1}=1,\,}
{\displaystyle \omega _{2}=-{\frac {1}{2}}+{\frac {\sqrt {3}}{2}}i,}
{\displaystyle \omega _{3}=-{\frac {1}{2}}-{\frac {\sqrt {3}}{2}}i.}
هر میدان شامل دو ریشه متمایز از p، شامل خارج‌قسمت بین دو ریشه مکعبی متمایز از واحد هم خواهد بود. این خارج‌قسمت یک «ریشه مکعبی اساسی واحد» (یا ω2 یا {\displaystyle \omega _{3}=1/\omega _{2}}) است. این منجر به آن می‌شود که میدان شکافنده L از p شامل ω2 شود، همچنین شامل ریشه مکعبی حقیقی از ۲ باشد؛ به صورت برعکس، هر توسیع از Q که شامل این عناصر باشد، شامل همه ریشه‌های p خواهد بود؛ بنابراین
{\displaystyle L=\mathbf {Q} \left({\sqrt[{3}]{2}},\omega _{2}\right)=\left\{\left.a+b{\sqrt[{3}]{2}}+c{\sqrt[{3}]{2}}^{2}+d\omega _{2}+e{\sqrt[{3}]{2}}\omega _{2}+f{\sqrt[{3}]{2}}^{2}\omega _{2}\right|a,b,c,d,e,f\in \mathbf {Q} \right\}}
توجه کنید که برای اعمال طرح «فرایند ساخت» بخش قبل، به این مثال، باید با  {\displaystyle K_{0}=\mathbf {Q} } شروع کنیم و میدان {\displaystyle K_{1}=\mathbf {Q} [X]/(X^{3}-2)} را بسازیم. این میدان، یک میدان شکافنده نیست، بلکه شامل یک ریشه است. با این حال، چندجمله‌ای {\displaystyle Y^{3}-2} روی {\displaystyle K_{1}} قابل کاهش نیست، و در واقع:
{\displaystyle Y^{3}-2=(Y-X)(Y^{2}+XY+X^{2}).}
توجه کنید که {\displaystyle X} یک نامعین نیست، و در واقع یک عنصر از {\displaystyle K_{1}} است. اکنون، با ادامه فرایند، به {\displaystyle K_{2}=K_{1}[Y]/(Y^{2}+XY+X^{2})} می‌رسیم، که در واقع یک میدان شکافنده است و توسط {\displaystyle \mathbf {Q} }-مبنا {\displaystyle \{1,X,X^{2},Y,XY,X^{2}Y\}} پوشش داده می‌شود. توجه کنید که اگر این را با فرمول {\displaystyle L} بالا مقایسه کنیم، می‌توان یافت که {\displaystyle X={\sqrt[{3}]{2}}} و {\displaystyle Y=\omega _{2}} است.